# NNNニュースサンデー
『NNNニュースサンデー』（エヌエヌエヌ ニュースサンデー）とは、1996年4月7日から日本テレビ系列（NNN）で放送されているニュース番組（手話ニュース）である。放送時間は毎週日曜6:15 - 6:30（JST、2014年9月28日までは6:45 - 7:00）。民放の全国ニュースとしては、2019年3月31日放送分まで唯一の手話ニュース番組だった。

## 概要
長年放送された『NNN朝のニュース』からタイトルを変更した番組である。『日本テレビ小鳩文化事業団』（2012年3月までは『日本テレビ系列愛の小鳩事業団』）の協力による同時手話通訳放送が行われている。
『24時間テレビ 「愛は地球を救う」』放送時においては、2004年以前には途中でイベント放送を打ち切り、6:45にはニューススタジオに移っていた。ただし、枠が10分間であるためローカル枠は6:53ごろである。2011年放送分のタイムテーブルでは6:45 - 6:57までとなっていた。なお、後述の枠移動後の2015年度・2016年度は従来通り6:45 - 6:57に放送していたが、2017年度から2023年度までは6:43 - 6:55、2024年度は6:18 - 6:30に繰り上げて放送されている。
開始当初より6:45 - 7:00（『NNN朝のニュース』と同時間帯）に放送されてきたが、2014年10月5日より、日本テレビにおいて『遠くへ行きたい』（読売テレビ制作、制作局より30分先行ネット）を6:30 - 7:00に放送することとなったため、本番組の放送時間が30分繰り上げられ、6:15 - 6:30に変更された。

## キャスター
手話通訳者
- 萩埜友美
- 豊田直子
- 安田真弓
- 池田加容子
- 河野光子

| 期間 | 期間      | 担当アナウンサー | お天気                         |
| --- | --------- | ---------------- | ------------------------------ |
| 1996.4.7 | 2000.3.26 | 野口敦史1        | （日本気象協会の予報官が担当） |
| 2000.4.2 | 2001.9.30 | 河合彩           | 高塚哲広1                      |
| 2001.10.7 | 2002.3.31 | 古市幸子2        | 高塚哲広1                      |
| 2002.4.7 | 2003.9.28 | 河本香織         | 高塚哲広1                      |
| 2003.10.5 | 2004.9.26 | 延友陽子         | 高塚哲広1                      |
| 2004.10.3 | 2005.3.27 | 新谷保志1        | 高塚哲広1                      |
| 2005.4.3 | 2005.9.25 | 藤井貴彦         | 高塚哲広1                      |
| 2005.10.2 | 2007.9.30 | 山下美穂子1      | 高塚哲広1                      |
| 2007.10.7 | 2009.9.27 | 杉上佐智枝1・3   | 高塚哲広1                      |
| 2009.10.4 | 2010.6.27 | 加藤聡           | 高塚哲広1                      |
| 2010.7.4 | 現在      | （シフト勤務）4  | 高塚哲広1                      |
| - 1 同日昼のニュースを兼務（担当期間は同番組のページを参照）。 - 2 『THE・サンデー』芸能コーナーを兼務。 - 3 2008年9月まで『NNNニュースサタデー』を兼務。 - 4 加藤の報道局への異動に伴う。 |           |                  |                                |

### 備考
- 担当アナウンサーは全員日本テレビアナウンサー。
  - キャスター固定時代及びシフト勤務時代とも、原則として担当アナウンサーは1名体制で放送されているが、2022年8月28日の『24時間テレビ 愛は地球を救う45』内包ニュースとして当番組が放送された際は、岩本乃蒼・伊藤遼のアナウンサー2名体制での放送となった。2人体制での放送は、東日本大震災発生日直後である2011年3月13日の寺島淳司・延友陽子の担当以来11年ぶりとなる。
- 高塚は気象予報士、元朝日放送アナウンサー。2008年4月から天気画面には、お天気マスコットのそらジローが登場。
  - 高塚は「ニュースサンデー」と「お昼のニュース」の合間の時間、かつて生放送で行われたNNN24の気象情報で解説をしていた。日テレNEWS24では生天気を原則行わないため出演していない。ただし、台風接近時など重大な気象事案発生時は、シューイチで気象解説等を行う場合がある。
  - 2022年8月28日と2023年8月27日は『24時間テレビ 愛は地球を救う』放送日であり、例年であれば通常通り出演日であったが、早朝企画『24時間テレビ的 ニュースショー』の内包として扱われたため、木原実が出演した。

## ネット局
- ネット局では時刻表示を行っているが、番組送出ではなく各局別の送出となっており、日本テレビと一部ネット局ではお天気ループも送出している。
- NNN系列局のうち、トリプルネット局であるテレビ宮崎はフジテレビ（FNN）の「産経テレニュースFNN」→「FNNニュース」（テレビ宮崎でのタイトルは「UMKニュース」）を2002年から年末年始問わずネット受けしているため非ネット。

| 放送対象地域   | 放送局                                                    | 系列                          | 放送曜日・放送時間 |
| -------------- | --------------------------------------------------------- | ----------------------------- | ------------------ |
| 関東広域圏     | 日本テレビ（NTV） 『NNNニュースサンデー』 制作・NNN基幹局 | 日本テレビ系列                | 日曜 6:15 - 6:30   |
| 北海道         | 札幌テレビ（STV）                                         | 日本テレビ系列                | 日曜 6:15 - 6:30   |
| 青森県         | 青森放送（RAB）                                           | 日本テレビ系列                | 日曜 6:15 - 6:30   |
| 岩手県         | テレビ岩手（TVI）                                         | 日本テレビ系列                | 日曜 6:15 - 6:30   |
| 宮城県         | ミヤギテレビ（MMT）                                       | 日本テレビ系列                | 日曜 6:15 - 6:30   |
| 秋田県         | 秋田放送（ABS）                                           | 日本テレビ系列                | 日曜 6:15 - 6:30   |
| 山形県         | 山形放送（YBC）                                           | 日本テレビ系列                | 日曜 6:15 - 6:30   |
| 福島県         | 福島中央テレビ（FCT）                                     | 日本テレビ系列                | 日曜 6:15 - 6:30   |
| 山梨県         | 山梨放送（YBS）                                           | 日本テレビ系列                | 日曜 6:15 - 6:30   |
| 新潟県         | テレビ新潟（TeNY）                                        | 日本テレビ系列                | 日曜 6:15 - 6:30   |
| 長野県         | テレビ信州（TSB）                                         | 日本テレビ系列                | 日曜 6:15 - 6:30   |
| 静岡県         | 静岡第一テレビ（SDT）                                     | 日本テレビ系列                | 日曜 6:15 - 6:30   |
| 富山県         | 北日本放送（KNB）                                         | 日本テレビ系列                | 日曜 6:15 - 6:30   |
| 石川県         | テレビ金沢（KTK）                                         | 日本テレビ系列                | 日曜 6:15 - 6:30   |
| 福井県         | 福井放送（FBC）                                           | 日本テレビ系列 テレビ朝日系列 | 日曜 6:15 - 6:30   |
| 中京広域圏     | 中京テレビ（CTV）                                         | 日本テレビ系列                | 日曜 6:15 - 6:30   |
| 近畿広域圏     | 読売テレビ（ytv）                                         | 日本テレビ系列                | 日曜 6:15 - 6:30   |
| 鳥取県・島根県 | 日本海テレビ（NKT）                                       | 日本テレビ系列                | 日曜 6:15 - 6:30   |
| 広島県         | 広島テレビ（HTV）                                         | 日本テレビ系列                | 日曜 6:15 - 6:30   |
| 山口県         | 山口放送（KRY）                                           | 日本テレビ系列                | 日曜 6:15 - 6:30   |
| 徳島県         | 四国放送（JRT）                                           | 日本テレビ系列                | 日曜 6:15 - 6:30   |
| 香川県・岡山県 | 西日本放送（RNC）                                         | 日本テレビ系列                | 日曜 6:15 - 6:30   |
| 愛媛県         | 南海放送（RNB）                                           | 日本テレビ系列                | 日曜 6:15 - 6:30   |
| 高知県         | 高知放送（RKC）                                           | 日本テレビ系列                | 日曜 6:15 - 6:30   |
| 福岡県         | 福岡放送（FBS）                                           | 日本テレビ系列                | 日曜 6:15 - 6:30   |
| 長崎県         | 長崎国際テレビ（NIB）                                     | 日本テレビ系列                | 日曜 6:15 - 6:30   |
| 熊本県         | くまもと県民テレビ（KKT）                                 | 日本テレビ系列                | 日曜 6:15 - 6:30   |
| 大分県         | テレビ大分（TOS）                                         | 日本テレビ系列 フジテレビ系列 | 日曜 6:15 - 6:30   |
| 鹿児島県       | 鹿児島読売テレビ（KYT）                                   | 日本テレビ系列                | 日曜 6:15 - 6:30   |